# 糧草戰爭
糧草戰爭（英語：Forage War），是指美國獨立戰爭於1777年1月至3月期間，新澤西州民兵與英國軍隊的多場戰鬥。
1777年1月3日，英軍在普林斯頓戰役落敗，退守不倫瑞克市一帶。由於牧草無法在冬天生長，北美英軍總司令威廉·何奧爵士派出多支搜掠小隊，到郊區徵集糧草。
不過，英軍的搜掠部隊卻屢遭平民攻擊。這些民兵獨立於大陸軍體制之外，早於新澤西州起義時期，已多次攻擊西新澤西的英軍哨站。後來大陸軍在特倫頓戰役及普林斯頓戰役接連大勝，令到新澤西各地的民兵大受鼓舞，攻擊的次數與範圍便不斷增加及擴大。1777年1月起，英軍每日都有人員傷亡被俘，直到3月後牧草恢復生長、英軍搜掠小隊無須出勤之時，戰爭才告平息。
英軍在糧草戰爭受到重創。在三個月的戰鬥中，英軍的戰損人數最少有900人，超過大陸軍在特倫頓戰役俘虜的黑森士兵總數。此外，由於新澤西州的英軍被圍困於數座小鎮，令到駐紮環境惡劣，軍隊難以補給，疫病開始橫行。凡此種種，俱令到英軍可作戰的士兵數量急劇下降，而且士氣更形低沈。自此直到獨立戰爭結束，英軍再也無法恢復1776年夏季的戰力。

## 背景
1776年8月至11月，英軍在多場戰爭中接連擊敗大陸軍，成功恢復紐約州大部分地區的殖民管治。接著一個月，英軍向新澤西州西部追擊喬治·華盛頓的敗兵，直到後者橫過特拉華河進入賓夕法尼亞州為止。
當時，北美英軍總司令威廉·何奧的戰略目標共有兩項。第一是鎮壓北美叛亂，第二是恢復殖民管治。故此，何奧將士兵分散到新澤西的多個哨站及主要鄉鎮，運用武力優勢，扶植各個地方的效忠派居民，並嚇使革命派居民服從。另外，何奧又頒布特赦令及效忠令，准許所有居民向英國重新效忠。這些軟硬兼施的手段一度取得成效，令到美國革命陷入信心危機。
不過，英軍卻受到地方民兵反抗，而在1776年12月中逐漸喪失武力優勢。由於英軍及黑森士兵在郊區擄掠強姦，激發新澤西州的平民自行組織民兵，攻擊英軍的巡哨及搜掠部隊，是為新澤西州起義。這些民兵並不受大陸軍的指揮，卻與大陸軍互相配合，令到英軍逐漸失去軍事優勢，進而削弱何奧各項恢復殖民的政策效力。1776年12月26日及1777年1月3日，特倫頓戰役及普林斯頓戰役先後爆發。大陸軍不但兩次擊敗英軍，更反將英軍逐回不倫瑞克市的大本營，使到英軍陷入武力劣勢。英軍牢不可破的迷思就此結束，大大鼓舞了新澤西州民兵反抗英軍。
最後，冬季天氣令到英軍必須外出搜掠物資，為起義民兵製造機會。在18世紀，軍隊仍然依賴獸力搬運物資，故此必須有充足的糧草餵飼牛馬，否則軍隊的補給馬車將全部不能使用。由於英軍一直欠缺補給，何奧只好派出搜掠部隊離開基地，到郊區搜掠各種物資。這使熟識地理的新澤西州民兵有機可乘。

## 戰事
糧草戰爭在普林斯頓戰役結束後便告開始。1777年1月4日，梅登黑一支英軍補給車隊遭到民兵突襲，奪走了大量棉衣。隨後數日，艾塞克斯縣的紐華克、伊麗莎白鎮、史彭克鎮；森麻實縣的邦德溪鎮都有英軍遇襲。其中伊麗莎白鎮及史彭克鎮俱連續三日遇襲，英軍更有近100人於史彭克被俘，並損失了兩個軍團的備用物資。逃脫的英軍全部向南撤退，回到珀斯安博伊及南安博伊港口。
何奧深知英軍戰線過長，會令到兵力分散。故此，他在1月5日下令放棄新澤西州北部的據點，將士兵全部撤回安博伊及不倫瑞克。他又大幅增加搜掠部隊的編組人數，確保部隊不會寡不敵眾。身在紐約州的喬治·克林頓得悉英軍撤退後，旋即率領民兵南下追擊，並重奪哈肯薩克及大部分北新澤西的失地。
與此同時，華盛頓率領大陸軍剛好抵達摩利斯鎮過冬。當時大陸軍的士兵陸續因服役期滿離去，令到軍隊規模比1776年12月底更為細小，不能發動另一場戰役；而華盛頓本人也忙於招募新一批三年服役期的士兵，並且聯絡大陸議會及各州議會支援，故未能外出作戰。不過，華盛頓得悉民兵的勝利後，即把握機會。他派出手下多名軍官外出，各自率領少量的大陸軍兵，協調新澤西州各地的民兵，使各地民兵在必要時可互為支援。
1月中下旬，新澤西州民兵對英軍的攻擊急劇增加。在東新澤西起到西新澤西：板橋鎮在23日遭到攻擊；拉利藤河河岸有英軍巡哨於20日遇襲；不倫瑞克大本營在17日遇襲；般咸鎮在16日及23日受襲；奎寶鎮（Quibbletown）在16日及23日受襲，一支英軍在30日於鎮外遇襲；森麻實縣縣府也在20日及22日遇襲。
1776年1月最大規模的戰事，發生於20日森麻實縣府東北面的一座磨坊。當日民兵准將菲利蒙·迪金遜率領400名民兵及50名大陸軍兵，遭遇英軍一支超過500人的搜掠部隊。迪金遜部隊在戰事的實際行動已經不明，但他及華盛頓向議會匯報時，都指出民兵包抄了英軍側翼，迫使對方後退，遺下大量補給物資。迪金遜的民兵一共帶回了43輪補給馬車、104匹戰馬、115頭牛及60至70隻羊，俘虜了12名英軍，自身只有數人死傷。
磨坊之戰令民兵更受鼓舞。他們向英軍的施襲未必勝利而歸，但整體損失卻比英軍輕微。踏入2月，英軍與民兵開始互相設下埋伏，引誘對方進入陷阱。威廉·厄斯金在2月1日於般咸鎮北面的墨圖根派出誘敵小隊，成功引誘一支維珍尼亞民兵攻擊。當厄斯金率領兩個旅的伏兵湧出之時，維珍尼亞民兵竟然未有逃走，反而向英軍正面攻擊，並擊破了一個擲彈兵團。英軍最後在火炮掩護下向後撤退，並損失了百多人，與民兵死傷相若。
2月8日，康沃利斯率領12個步兵軍團離開不倫瑞克，試圖引誘華盛頓前來決戰；但華盛頓卻安排民兵沿途狙擊英軍側翼及後衛，使到英軍無功而還，更有多人死傷。2月23日，查理斯·馬胡德在史彭克鎮突襲一支新澤西州民兵，卻在追擊期間於叢林遭到近距埋伏，被民兵及大陸軍包抄攻擊。這些部隊既有愛德華·漢德的大陸軍兵，亦有威廉·麥斯威爾准將的新澤西民兵，一共造成英軍數十人傷亡。
整體而言，民兵與英軍的交戰在1月到3月之間從未間斷。這些戰鬥集中在伊麗莎白鎮、史彭克鎮、板橋鎮、奎寶鎮及拉利藤河沿岸，但到3月已經蔓延至大西洋海岸的沙勾及蒙茅斯縣一帶。由於戰事非常頻繁，雙方都沒有妥善紀錄各場戰事。維珍尼亞軍官亞當·史提芬形容，自己的部下平均每周出勤八至十次，已經不會被人數較多的英軍部隊嚇倒，也將戰鬥視為平常之事；2月5日的《賓夕法尼亞周報》報導，也指費城每日都從各地接受到英軍及黑森俘虜。要到1777年4月春季來臨，牧草開始生長，英軍停止外出搜集糧草，新澤西州民兵的襲擊才逐漸平息。

## 後續影響
糧草戰爭對英軍構成沉重打擊。在三個月的持續戰鬥，英軍最少有900人戰死、受傷或被俘，相當於特倫頓戰役中黑森俘虜的總數。由於紀錄不全，英軍的死傷人數應遠高於900人。此外，由於英軍被民兵圍困於狹小的不倫瑞克及安博伊小鎮，又欠缺禦寒衣物、鞋隻、糧食及其他各樣補給，疫病開始在士兵之間橫行，傷兵也無法恢復戰力，使到英軍的軍力暴減，而且士氣低下。當何奧在8月27日發動長島會戰時，他統計得英軍有31,625人，當中有24,464人可以作戰；到1777年1月8日，英軍因戰損及逃亡等種種因素，只剩下22,957人，當中僅有14,000人可以作戰，且當時糧草戰爭才剛剛開始。換言之，何奧在北美征戰超過半年，其可作戰部隊已經縮減超過四成，當中大部分更是英國、黑森及蘇格蘭的精銳士兵。
相對之下，北美民兵卻在糧草戰爭中大受鼓舞。在1776年12月前，北美民兵一直對戰力較佳的英軍心存恐懼，以至臨陣逃亡之事時有發生。但在糧草戰爭期間，民兵卻接連擊敗英軍，甚至主動在劣勢中發動攻擊。由於這些民兵欠缺紀律，英軍一直予以輕視，而華盛頓等大陸軍將領也對其頗有微詞。不過在糧草戰爭中，各地民兵的表現卻異常出眾，展露反抗英軍的決心及能力，令到交戰雙方都始料不及。華盛頓及時把握機會與民兵合作，而英軍則開始對戰局感到絕望。
最後，糧草戰爭對新澤西州的效忠派居民也有深遠影響。在革命之初，效忠派居民不斷受到革命派的滋擾。當英軍進駐新澤西時，這些居民終於受到英軍保護，部分人更協助英軍作戰，捉拿革命人士。不過，當英軍放棄大部分的新澤西領土之時，革命派又再重新執政，令到效忠派居民陷入進退兩難。華盛頓在1月31日頒令，要求效忠派居民在30日內重新向美國宣誓效忠，或者帶同隨身物品搬遷到紐約州，否則一概視為敵人。這使逃走的居民自此流離失所，但宣誓效忠美國的居民仍繼續受到革命派居民滋擾。不過，效忠派的居民都不再願意支援英軍，認為自己遭到英軍出賣；部分人更憤而加入革命一方。當何奧在1777年夏季發動費城戰役、而短暫進入新澤西州之際，再沒有效忠派居民願意提供物資援助，加劇英軍劣勢。這種情況在日後的費城及南方戰場一再出現。